# Muscisaxicola capistratus
La dormilona canela (en Argentina) (Muscisaxicola capistratus), también denominada dormilona de corona castaña (en Argentina), dormilona rufa (en Chile) o dormilona de vientre canela (en Perú), es una especie de ave paseriforme de la familia Tyrannidae perteneciente al numeroso género Muscisaxicola. Nidifica en el sur de la Patagonia y migra hacia regiones andinas y adyacentes del sur y oeste de América del Sur en los inviernos australes.

## Distribución y hábitat

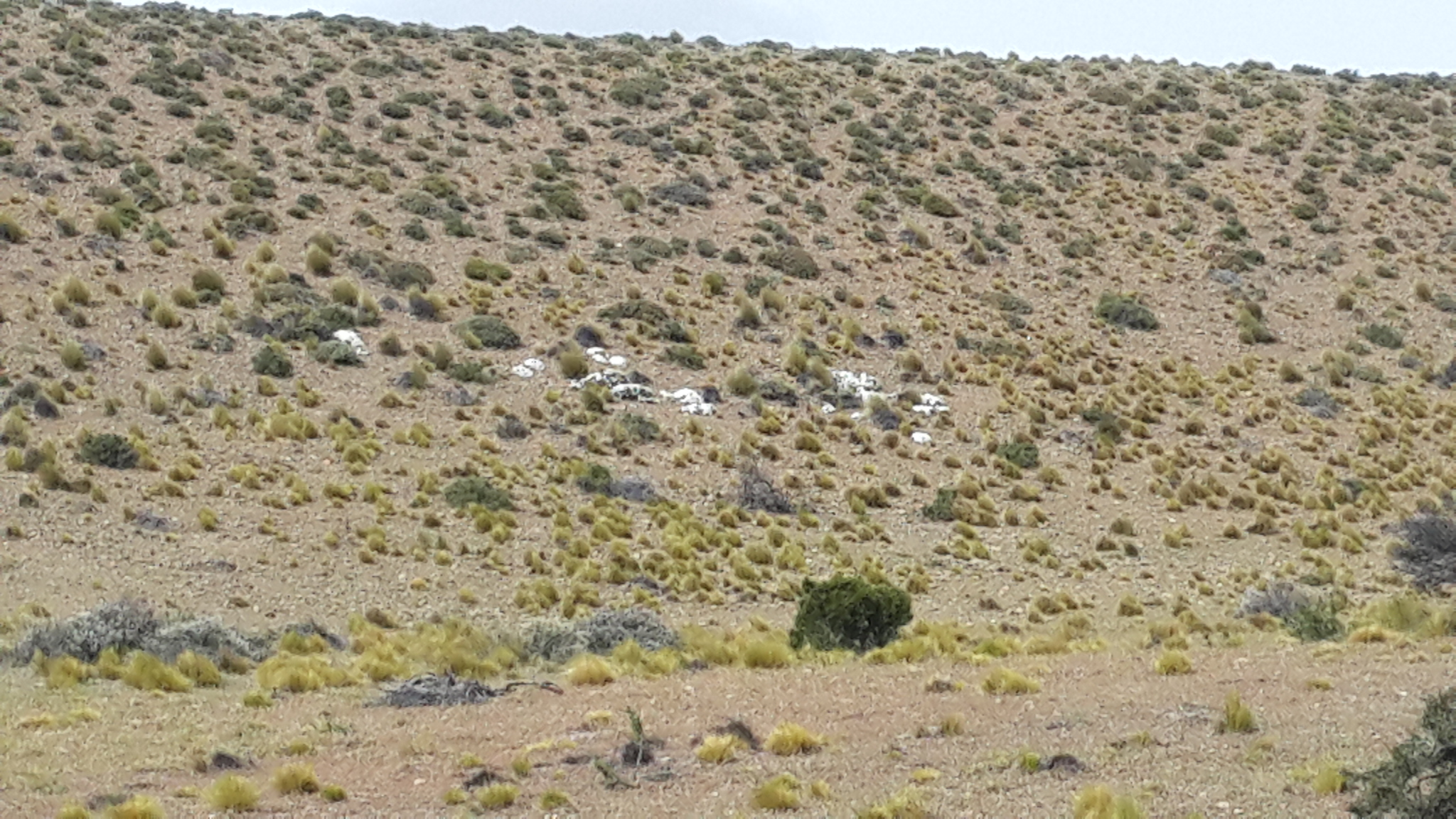
Hábitat típico de la especie en el departamento Deseado, Santa Cruz, Argentina.

Nidifica en el extremo sur de Chile (Magallanes) y sur de Argentina (Santa Cruz), inclusive en Tierra del Fuego; migra hacia el norte a lo largo de la cordillera de los Andes del oeste de Argentina, Chile, oeste de Bolivia hasta el sur de Perú (Puno y Arequipa). Fue registrado como vagante en el litoral del sur de Brasil (Río Grande del Sur) en 2017.
Esta especie es considerada poco común  localmente común en sus hábitats naturales: las colinas con arbustos y pastizales dispersos, con frecuencia adyacentes a afloramientos y laderas rocosas, quebradas rocosas con parches de pastos, y pastajes; prefiere pastos planos, cortos y húmedos. También en bofedales con plantas en cojín y márgenes de lagos en la temporada no reproductiva. Puede encaramarse en cuevas. Nidifica por debajo de los 500 m de altitud; sin embargo, en la temporada no reproductiva se dispersa en altitudes de 2000 a 4000 m, raramente llegando hasta los 4700 m.

## Sistemática

### Descripción original
La especie M. capistratus fue descrita por primera vez por el naturalista alemán nacionalizado argentino Carlos Germán Burmeister en 1860 bajo el nombre científico Ptyonura capistrata; su localidad tipo es: «pie de la sierra de Mendoza, Argentina.».

### Etimología
El nombre genérico masculino «Muscisaxicola» es una combinación de los géneros Muscicapa y Saxicola, ambos del Viejo Mundo; y el nombre de la especie «capistratus», en latín significa ‘con cabestro’.

### Taxonomía
La forma descrita M. capistrata borealis Carriker, 1932 es considerada un sinónimo de la nominal. Es monotípica.